# Kinoorgel

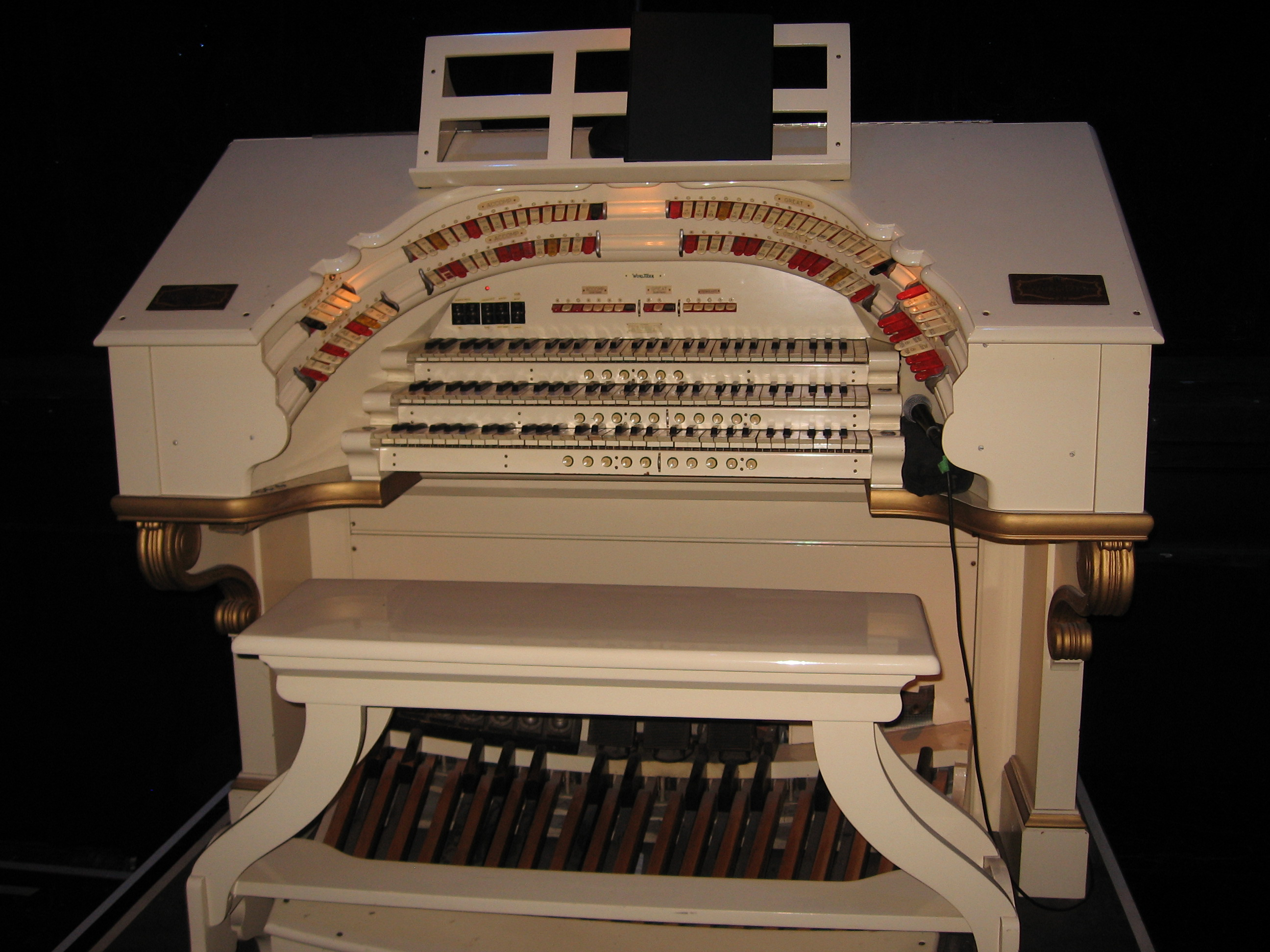
Spieltisch der Wurlitzer-Kinoorgel im Orpheum Theatre, Los Angeles

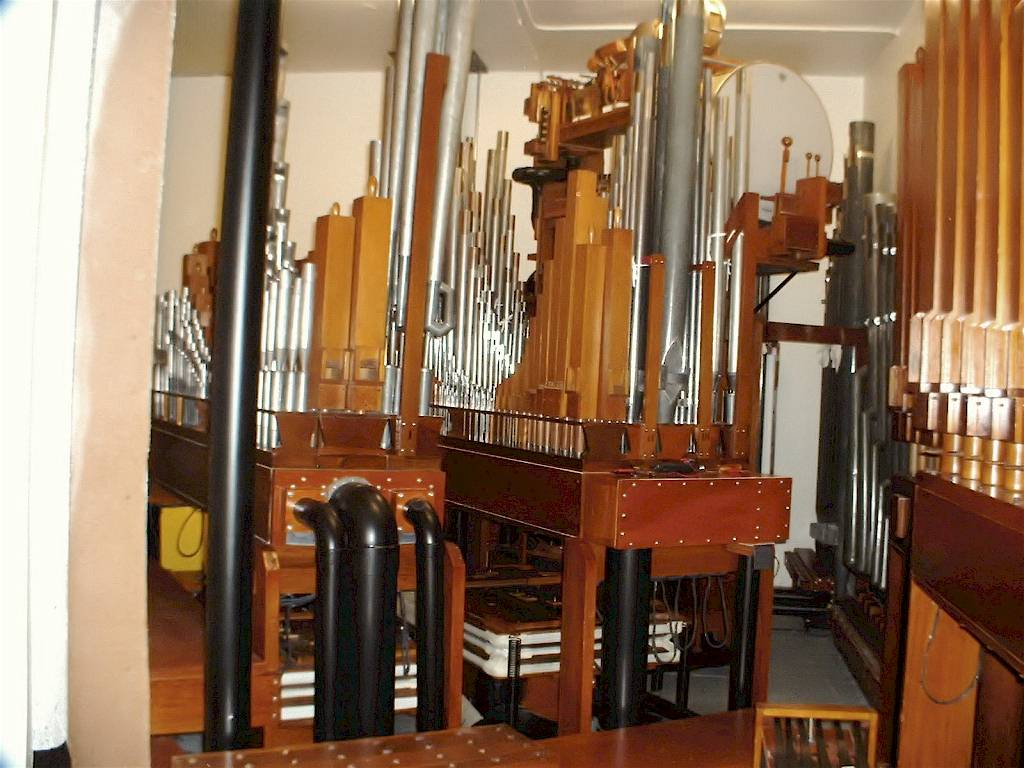
Pfeifenwerk einer Kinoorgel (Wurlitzer Kino-Orgel im Meyer Theatre in Green Bay, Wisconsin)

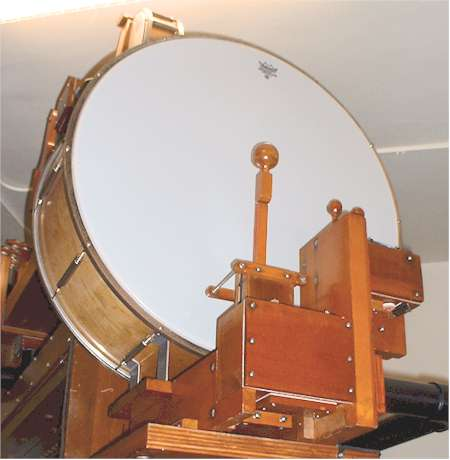
Große Trommel mit pneumatischem Schlegel in einer Kinoorgel (Wurlitzer Kino-Orgel im Meyer Theatre in Green Bay, Wisconsin)

Eine Kinoorgel oder Theaterorgel (entlehnt von englisch theatre organ) ist eine Pfeifenorgel, wie sie zu Beginn des 20. Jahrhunderts zur Begleitung von Stummfilmen in Lichtspielhäusern eingesetzt wurde. Kinoorgeln verbreiteten sich von den USA aus nach Europa und weltweit, verloren aber nach Einführung des Tonfilms zunehmend an Bedeutung.

## Besonderheiten
Durch die Erfindung der separaten, elektro-pneumatischen Ansteuerung jeder einzelnen Orgelpfeife (siehe Multiplexsystem im Orgelbau) des englischen Ingenieurs Robert Hope-Jones wurde es möglich, mit weniger Pfeifen sehr viel mehr Register zu realisieren. Die Orgeln ließen sich so kompakt und kostengünstig herstellen. Bedingt durch die neue Art der Spieltraktur konnte der Spieltisch unabhängig von der Position des Pfeifenwerks platziert werden. Damit war die Voraussetzung geschaffen, diese Orgeln im Kino einzusetzen.
Klanglich soll die Kinoorgel ein Orchester imitieren und wird daher mit hohem Winddruck für das Pfeifenwerk versehen, um so dem Orchesterklang näher zu kommen. Kinoorgeln besitzen zusätzlich chromatische Schlagwerke wie Xylophon, Schlittenglocken oder Glockenspiel, sowie Schlagwerke wie Pauken, Trommeln oder Klanghölzer. Weiterhin wurden diverse Effektregister zur Erzeugung von Geräuschen eingebaut (Telefonklingeln, Dampflokpfeife, Donnergrollen, Huftrappeln).
Der Spieltisch von Kinoorgeln ist meistens hufeisenförmig ausgebildet und oftmals reich verziert. Das Pedal ist üblicherweise radial konkav ausgeführt. Die Register werden nicht über Manubrien, sondern über Kippschalter bedient. Gegenüber Manubrien ergibt sich eine platzsparende Anordnung der durch die Anwendung des Multiplexverfahrens recht zahlreichen Registerschalter. Durch die Hufeisenform des Spieltisches befinden sich alle Registerschalter in der Nähe der Manuale, wodurch schnelle Registerwechsel während des Spiels ermöglicht werden. Bei den hufeisenförmig ausgebildeten Spieltischen etablierte sich zudem ein Standard bezüglich der Anordnung und der Farben der Registerschalter sowie der Zuordnung der Manuale. Das unterste Manual ist als Begleitmanual ausgeführt und wird mit „Accomp“ (englische Abkürzung für „Accompaniment“, deutsch: Begleitung) bezeichnet. Es enthält daher vor allem 8′- und 4′-Register. Aus klanglichen Gründen fehlen laute 16′-Register sowie Aliquotregister ggf. mit Ausnahme einer Quinte 2 2⁄3′. Das nächstobere Manual enthält praktisch alle Register, die aus den vorhandenen Pfeifenreihen generiert werden, darunter auch meist eine Quinte 2 2⁄3′ und eine Terz 1 3⁄5′. Andere Aliquoten, Mixturen und andere gemischte Stimmen sowie Oktavregister höher als 2′ kommen nur vereinzelt in großen Instrumenten vor. Bei zweimanualigen Orgeln wird dieses Manual als „Solo“ (Solowerk) oder „Great“ (Hauptwerk) bezeichnet, bei drei- und mehrmanualigen Orgeln immer „Great“. Das Pedal enthält 16′-, 8′- und 4′-Register. 32′-Pedalregister sind selten. Register in höheren Lagen werden nicht benötigt, da die Ausführung einer Diskant- oder Altsolostimme auf dem Pedal einer Kinoorgel unüblich ist. Die Registerschalter für das Pedal befinden sich ganz links. Daneben befinden sich die Registerschalter für das unterste Manual. Die Registerschalter für das oberste Manual befinden sich ganz rechts. Für jedes Manual und für das Pedal sind die Registerschalter jeweils von links nach rechts von tiefen nach hohen Registern angeordnet, also v. l. n. r. 16′ 8′ 4′ (2 2⁄3′ 2′ 1 3⁄5′). Zur schnellen optischen Unterscheidung grundsätzlich unterschiedlicher Klangfarben sind die Registerschalter farbig gestaltet. Die Farben der Registerschalter sind üblicherweise weiß für Labialregister und chromatische Schlagwerke, gelb für labiale Schwebungsregister, rot für Lingualregister und schwarz für Koppeln. Kinorgeln enthalten meist mehrere Tremulanten, deren Gebrauch wesentlich zum typischen Kinoorgelklang beiträgt. Neben einem Tremulanten, der auf alle Pfeifen wirkt, gibt es Tremulanten, die nur auf einzelne Pfeifenreihen und damit auf alle aus dieser Pfeifenreihe generierten Register wirken. Häufig aus Platzgründen aber auch aus klanglichen Gründen wird bei einigen Pfeifenreihen die Kontraoktave weggelassen. Ein aus so einer Pfeifenreihe generiertes 16′-Register klingt erst ab der Taste c0 (englisch: „Tenor c“). Solche 16′-Register finden sich nicht im untersten Manual und im Pedal. Auf den Registerschaltern für solche Register findet sich häufig die zusätzliche Aufschrift „Tenor c“ (Abk.: „Ten. c“ oder „Tc“).
Durch die Anwendung des Multiplexverfahrens kommen Kinoorgeln mit vergleichsweise wenigen Pfeifenreihen aus. Basis des typischen Kinoorgelklangs ist die Tibia (clausa), eine meist mit Holzpfeifen realisierte weit mensurierte Gedacktflöte mit sehr fülligem Klang, aus deren Pfeifenreihe alle Register „Tibia“ von 16′ bis 2′, bei Aliquotextensionen auch Quinte 2 2⁄3′ und Terz 1 3⁄5′ gewonnen werden. Dazu kommen je nach Größe der Orgel als labiale Pfeifenreihen Prinzipal (engl.: (Open) Diapason), offene Flöte, Gedackt (mittlere oder enge Mensur), eine oder mehrere streichende Stimme(n) und eine Streicherschwebung, als linguale Pfeifenreihen Trompete, Vox humana (mit eigenem Tremulanten) und weitere Pfeifenreihen mit unterschiedlichen Becherkonstruktionen (Oboe, Fagott, Klarinette, Regalartige).
Die Tasten der Kinoorgel weisen mitunter ebenfalls eine Besonderheit auf: Second Touch (auch 2nd T abgekürzt). Obwohl bereits 1795 bei der Barock-Orgel der Evangelische Kirche Eckenhagen, etwas ähnliches (da rein mechanisch) erfunden wurde, hat sich diese Funktion in Kirchen- und Konzertsaalorgeln nie durchgesetzt. Hingegen besitzen große Kinoorgeln diese Einrichtung auf mindestens zwei der Klaviaturen und sogar für die Pedal-Tasten. Die entsprechende Klaviatur wird dabei um einen zweiten (elektrischen) Kontaktsatz erweitert, welcher erst nach Überwindung eines für den Spieler deutlich fühlbaren Druckpunktes geschlossen wird. Dadurch können zum Beispiel zusätzliche Register erklingen, um einzelne Töne oder Melodien besonders hervorzuheben, oder bestimmte Schlaginstrumente in einem eigenen Rhythmus erklingen zu lassen. Dies ermöglicht eine enorme Erweiterung der klanglichen Vielfalt erfordert aber gleichzeitig ein großes Maß an Feingefühl um nicht versehentlich die Hürde zum „2nd T“ beim Spielen zu überwinden. Technisch wird dieser Druckpunkt meist durch eine sehr starke Tastenfeder realisiert.

## Hersteller und Modelle

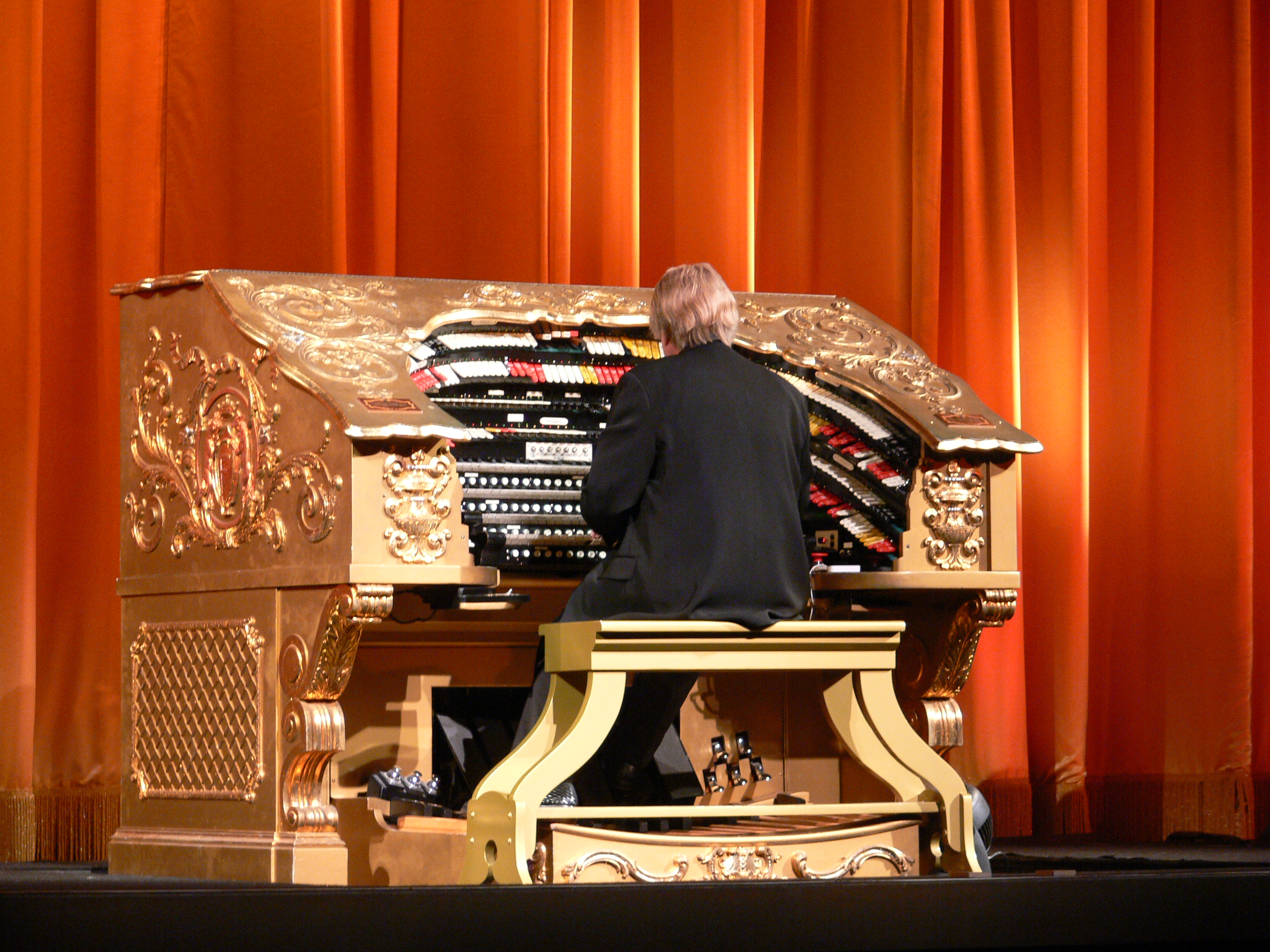
Ein Hausorganist des Kinos El Capitan in Hollywood spielt vor jeder Filmaufführung auf der 1929 ursprünglich für das Fox Theater in San Francisco hergestellten Mighty Wurlitzer.

Es gab mehrere namhafte Hersteller, nachfolgend die in Deutschland vertretenen Marken.

### Wurlitzer
Die amerikanische Rudolph Wurlitzer Company baute von 1914 bis 1942 Kino- und Theaterorgeln (insgesamt 2240 Stück). Der größere und bekanntere Typ The Wurlitzer-Hope-Jones Unit Orchestra, deren Weiterentwicklung in den 1920er Jahren dann bekannt als The Mighty Wurlitzer, wurde erstmals von Robert Hope-Jones 1907 als „Ein-Mann-Orchester“ zur Untermalung von Stummfilmen entworfen und in größeren Stückzahlen dann bei Wurlitzer hergestellt, in die Hope-Jones als Chefkonstrukteur kurze Zeit später eingetreten war.
Der kleinere Typ war eine damals übliche Kombination von kleiner Orgel und Klavier, auf der der Spieler die Instrumente während des Spielens wechseln konnte. Klanglich und technisch waren die Instrumente von Wurlitzer in jener Zeit führend, wenngleich es in Deutschland nur etwa 300 Kinoorgeln insgesamt gab (gegenüber den USA mit etwa 7000). Ein spielbereites Instrument der Mighty Wurlitzer, gleichzeitig die größte Kinoorgel auf dem europäischen Festland, findet sich im Musikinstrumenten-Museum Berlin, an dem auch regelmäßig öffentlich gespielt wird, sowie in dem Erlebnismuseum Zauberwelten der Dreamfactory in Degersheim in der Schweiz. Ein weiteres, jedoch nicht spielbereites Instrument ist im Deutschen Filmmuseum in Frankfurt vorhanden.

### Welte & Söhne
Welte & Söhne baute ab 1914 in den USA zahlreiche Kinoorgeln und nahm den Bau dieser Instrumente ab 1922 in Deutschland auf. Welte & Söhne hatte den größten Marktanteil an Kinoorgeln in Deutschland mit mehr als 40 %, gefolgt von Oskalyd und G. F. Steinmeyer & Co. in Oettingen.
- Standorte von Kinoorgeln Welte & Söhne

- - Technoseum in Mannheim
  - Filmmuseum Düsseldorf
  - Musikinstrumentenmuseum der Universität Leipzig[3]
  - Filmmuseum Potsdam
- Originalstandorte
  - Rundfunkorgel Welte & Söhne beim Norddeutschen Rundfunk (NDR), Hörfunk-Studio 1, Rothenbaumchaussee
  - J. D. Philipps-Orgel im Kino Babylon in Berlin-Mitte

### Oskalyd-Kinoorgeln

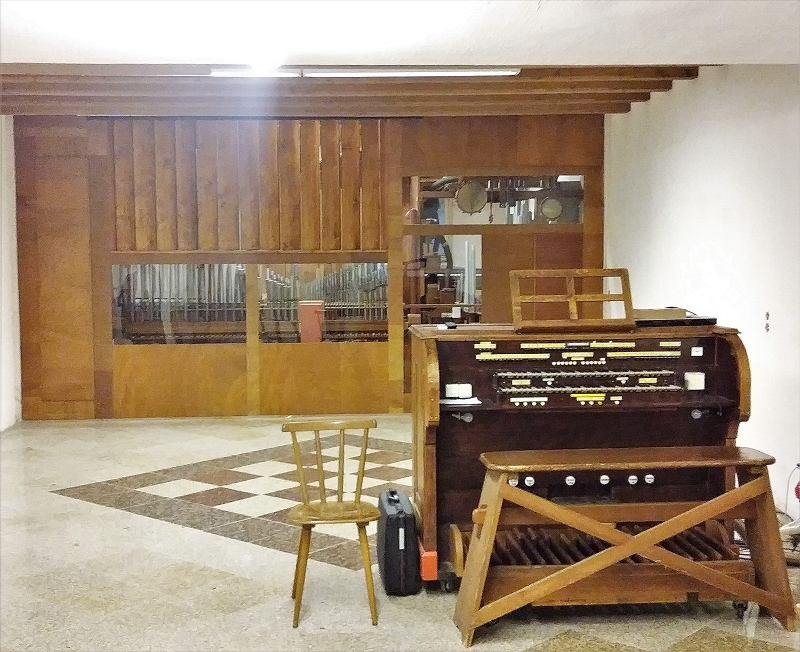
Die Oskalyd-Kinoorgel im Orgelzentrum Valley

Oskalyd-Orgeln (Oskalyd ist ein aus den Namen Oscar Walcker und Hans Luedtke zusammengesetzter Kunstbegriff) wurden von 1923 bis 1931 von den Orgelbau-Firmen E.F. Walcker & Cie, Sauer und P. Furtwängler & Hammer in Kooperation hergestellt. Die Oskalyd-Orgel hatte, je nach Modell, zwei bis zu 20 Register und dazu Effektregister. Produziert wurden insgesamt 120 Instrumente, was einem Marktanteil von ca. 40 % in Deutschland entsprach.
Das ehemals spielbereite Instrument aus dem Capitol (Kino in Heidelberg, 1927–1971) im Heidelberger Schloss wurde 2007 aufgrund von Baumaßnahmen am Gebäude abgebaut und eingelagert. 2013 wurde das Instrument in das Orgelzentrum Valley verbracht und wieder spielfähig gemacht.

### G. F. Steinmeyer & Co.
Kinoorgeln in einer größeren Stückzahl baute ebenfalls die in Oettingen ansässige Firma G. F. Steinmeyer & Co. Im Marktanteil erreichte die Firma damit den dritten Platz.

### Funkorgel
1927/1928 baute die damals in Stuttgart ansässige Firma Orgelbau Friedrich Weigle eine Rundfunk-Orgel für das Studio des Senders Frankfurt. Der Sender München ließ 1930 eine Weigle-Orgel mit drei Manualen und 50 Registern in seinen Sendesaal einbauen, der Sender Berlin im selben Jahr eine Weigle-Orgel mit fahrbarem Spieltisch und 30 Registern.
Waren die Orgeln von Weigle Konzertsaalorgeln, auch zum Zusammenspiel mit dem Orchester gedacht, kam mit der Funk-Orgel von M. Welte & Söhne in Freiburg i. Br. die Kinoorgel als Soloinstrument ins Spiel. 1930 entstand als letzte Kinoorgel von Welte diese Spezialform der Rundfunk-Orgel für die Nordische Rundfunk AG Hamburg (NORAG), einen Vorläufer des Norddeutschen Rundfunks (NDR). Diese Multiplex-Orgel wurde nicht auf den Raum, in dem sie steht, intoniert, sondern für die Mikrofone der Rundfunkaufnahmen konzipiert. Sie steht noch am Originalstandort im ältesten noch benutzten Rundfunkstudio der Welt.
1940 wurde von Gebr. Rieger für den neugebauten Sendesaal im Rundfunkstudio des Reichssenders Breslau ebenfalls eine auf die Sendepraxis hin konzipierte Orgel gebaut.

### J. D. Philipps
Die Frankfurter Musik-Werke Fabrik J. D. Philipps und Söhne baute 1929 für das Berliner Kino Babylon eine Multiplexorgel. Sie ist neben der Rundfunkorgel des NDR die einzige Kinoorgel in Deutschland, die noch am Original-Standort betrieben wird.

### Historische Literatur
- Hans Erdmann, Giuseppe Becce: Allgemeines Handbuch der Film-Musik. Unter Mitarbeit von Ludwig Brav. Schlesinger, Berlin-Lichterfelde, Leipzig 1927.
- Reginald Whitworth: The Cinema and Theatre Organ. Musical Opinion, London 1932.
- Ernö Rapée: Motion picture moods for pianists and organists: a rapid-reference collection of selected pieces; adapted to fifty-two moods and situations arr. by Erno Rapée, Schirmer, New York 1924. Reprint: Ayer, North Stratford, NH 2002, ISBN 0-405-01635-2.
- John Stepan Zamecnik: Sam Fox Film-Gebrauchs-Musik. 31 Ausgaben mit verschiedenen Titeln. Cleveland, Ohio, Berlin 1919–1928.[10]
- George Tootell: How to Play the Cinema Organ. A Practical Book by a Practical Player. Paxton, London 1927.

### Moderne Literatur
- Michael Donald: Memoirs of the theatre organ. Cinema Organ Publications, Brighton 1956.
- John W. Landon: Behold the mighty Wurlitzer: the history of the theatre pipe organ. Greenwood Press, Westport, Conn. 1983, ISBN 0-313-23827-8.
- Karl Schütz: Theater- und Kinoorgeln in Wien. Verlag der Österreichischen Akademie der Wissenschaften, Wien 1991, ISBN 3-7001-1788-4.
- Karl Heinz Dettke: Kinoorgeln und Kinomusik in Deutschland. Metzler, Stuttgart, Weimar 1995, ISBN 3-476-01297-2.
- Karl Heinz Dettke: Kinoorgeln: Installationen der Gegenwart in Deutschland. Mit Beiträgen von Dagobert Liers. Bochinsky, Frankfurt am Main 1998, ISBN 3-923639-18-X.
- Karl Heinz Dettke, Thomas Klose: Kino- und Theaterorgeln: eine internationale Übersicht. Tectum, Marburg 2001, ISBN 3-8288-8265-X.
- Bärbel Dalichow: Die Welte-Kinoorgel – The Welte cinema organ. Filmmuseum Potsdam, Potsdam 2009, ISBN 978-3-9812104-1-5.